# Achaearanea manzanillo
Achaearanea manzanillo är en spindelart som beskrevs av Claude Lévi 1959. Achaearanea manzanillo ingår i släktet Achaearanea och familjen klotspindlar. Inga underarter finns listade i Catalogue of Life.